# Afromevesia leucophthalmus
Afromevesia leucophthalmus là một loài tò vò trong họ Ichneumonidae.